# Transair-Flug 810
Der Transair Flug 810 war ein Frachtflug von Honolulu zum auf der benachbarten Insel Maui liegenden Kahului Airport, bei dem eine zur Frachtmaschine umgebaute Boeing 737-200 notwassern musste.
Das Luftfahrzeug wurde von Rhoades Aviation unter dem Markennamen Transair betrieben. Kurz nach dem Start setzte eines der zwei JT8D-Triebwerke aus und der Copilot reduzierte daraufhin die Schubkraft beider Triebwerke.
Beide Piloten begannen mit der „Engine Failure“-Checklist, waren aber zu beschäftigt mit der Kommunikation mit der Flugsicherung und anderen Aufgaben, sodass sie die Stelle der Checkliste nicht erreichten, bei der das fehlerhafte Triebwerk identifiziert und abgeschaltet worden wäre.
Der Kapitän übernahm die Kontrolle über das Flugzeug. Der Erste Offizier identifizierte das falsche Triebwerk als fehlerhaft, was vom Kapitän akzeptiert wurde, und erhöhte auf dem fehlerhaften Triebwerk den Schub. Überzeugt davon, dass beide Triebwerke nicht fehlerfrei funktionierten, wurde eine Notwasserung vor Oahu eingeleitet.

## Unfallhergang
Am 2. Juli 2021 um 1:33 Uhr HST begann die Boeing 737 ihren Startlauf vom Daniel K. Inouye International Airport. Der Kapitän war 58 Jahre alt und hatte zum Zeitpunkt des Unfalls 15.781 Stunden Flugerfahrung, davon 871 auf der Boeing 737-200. Der Copilot war 50 Jahre alt, hatte 5.272 Flugstunden, davon 908 auf der Boeing 737-200.
Um 1:42 Uhr, nachdem die Flugsicherung ihnen die Freigabe für 13.000 Fuß gegeben hatte, informierten die Piloten diese, dass sie Schub auf einem Triebwerk verloren hätten. Öffentlich einsehbare Flugdaten zeigten, dass das Flugzeug nur auf 2.100 Fuß gestiegen war.
Der Fluglotse bot dem Flugzeug eine sofortige Umkehr zum Flughafen an, aber die Piloten erbaten Verzögerungsvektoren, um eine Checkliste abarbeiten zu können.
Sie flogen dabei weiter südwestwärts und entfernten sich vom Flughafen. Um ca. 1:46 Uhr meldete die Crew, dass ihr zweites Triebwerk überhitzt sei und sie ihre Flughöhe nicht halten können.
Nachdem die Maschine Richtung Honolulu umgekehrt war, verlor sie immer weiter an Höhe. Daher fragte der Fluglotse, ob die Piloten auf dem für sie näher liegenden Kalaeloa Airport landen wollten. Die Antwort des ersten Offiziers „Wir nehmen die am nächsten liegende Landebahn, bitte“ war eine der letzten Übertragungen des Flugzeuges. Das Flugzeug setzte ca. 3,2 km (2 mi) vor dem Flughafen Kalaeloa in der Māmala Bay auf dem Meer auf. Der Kapitän erlitt schwere Verletzungen, während sein Copilot mit leichten Verletzungen davon kam.

## Such- und Rettungsaktion
Die Wachhabenden im U.S. Coast Guard Joint Rescue Coordination Center Honolulu erhielten von der Flugsicherung die Nachricht über die notgewasserte Boeing 737. Daraufhin wurde eine „Nachricht für Seefahrer“ ausgegeben, ein MH-65 Dolphin Helikopter sowie eine HC-130 gestartet. Des Weiteren wurde ein „Response Boat – Medium“, vergleichbar mit der 19-Meter-Klasse der DGzRS, los geschickt. Die Joseph Gerczak änderte ihren Kurs in Richtung der Notwasserung. Neben der Küstenwache waren mehrere andere Organisationen im Einsatz, darunter auch medizinische Notfalldienste. Das ARFF-Boot des Verkehrsministeriums von Hawaii, das auf dem internationalen Flughafen von Honolulu stationiert ist, kam ebenfalls zum Einsatz und benötigte etwa 30 bis 40 Minuten, um durch ein kilometerweites Trümmerfeld zum Einsatzort zu gelangen.
Der Hubschrauber der Küstenwache entdeckte gegen 2:30 Uhr einen Treibstoffteppich und Wrackteile. Beide Piloten waren durch die Cockpitfenster aus dem Flugzeug entkommen, der Kapitän hielt sich am Seitenleitwerk fest, während sein erster Offizier im Wasser auf mit Kerosin getränkter Ladung trieb. Der Kapitän war völlig erschöpft und nicht mehr ansprechbar, als er an Bord des Hubschraubers gehievt wurde. Der erste Offizier wurde an Bord des ARFF-Rettungsbootes gehoben.
Beide wurden zum 32 Kilometer entfernten „The Queen’s Medical Center“ gebracht. Der Kapitän wurde in kritischem Zustand ins Krankenhaus eingeliefert; der erste Offizier wurde mit einer leichten Kopfverletzung und mehreren Risswunden ins Krankenhaus gebracht. Beide Männer wurden binnen weniger Tage aus dem Krankenhaus entlassen.
Zum Zeitpunkt der Rettungsaktion herrschten Winde mit 27 km/h und der Seegang betrug bis 1,5 m.

## Flugzeug

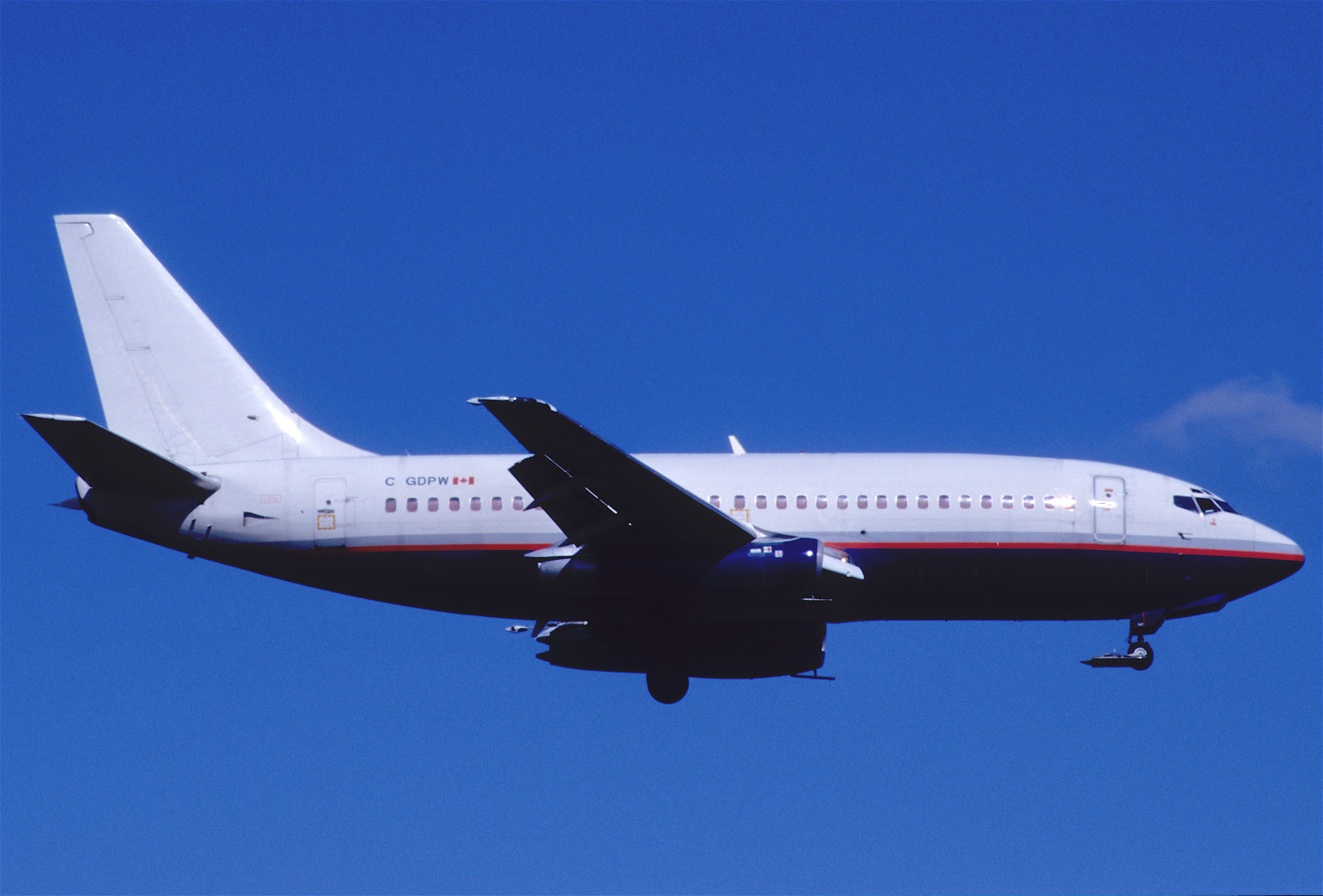
C-GDPW im August 1998

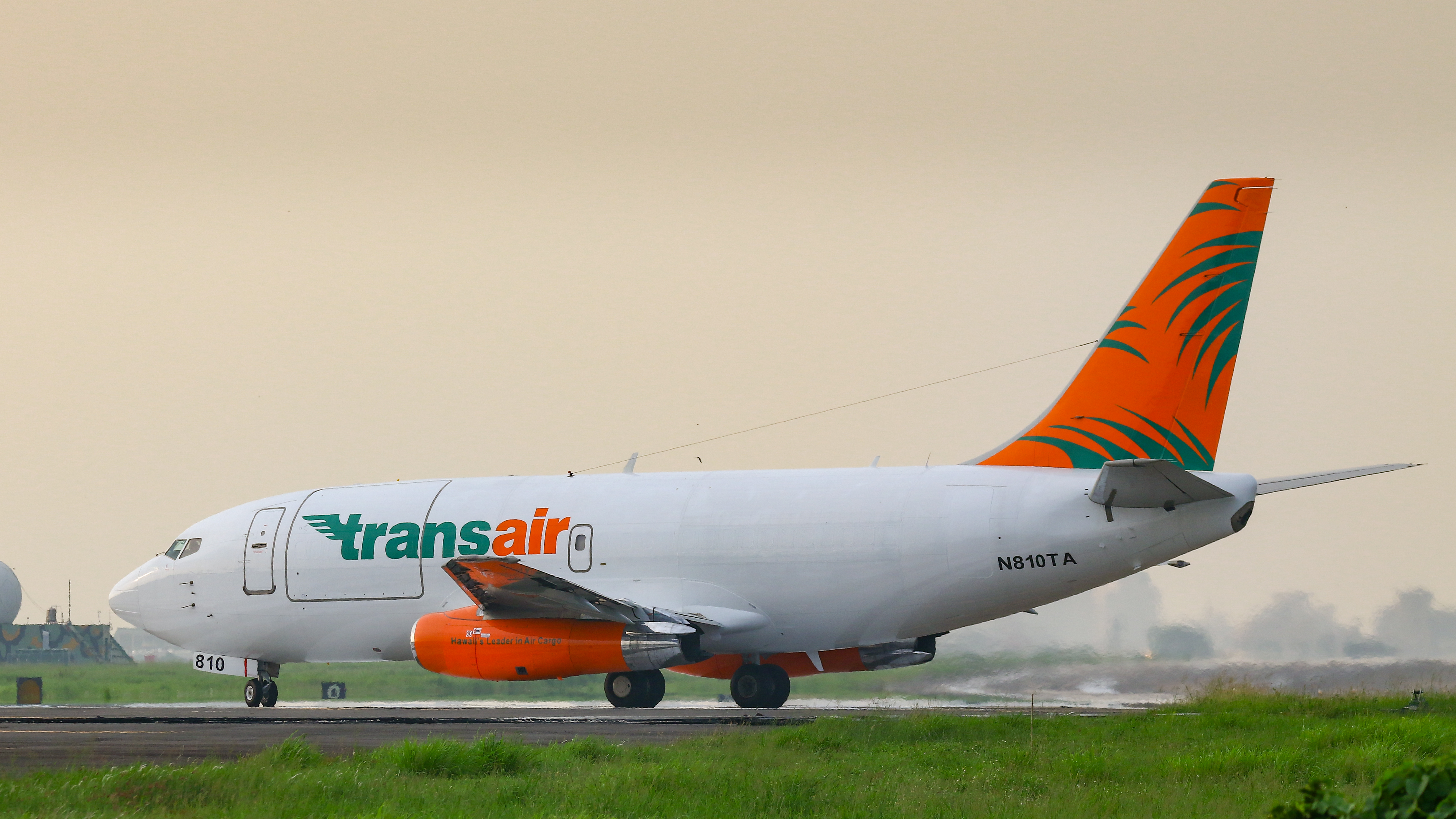
N810TA im Mai 2019 nach dem Umbau

Bei dem involvierten Flugzeug handelte es sich um eine 45 Jahre alte Boeing 737-200, von den ursprünglich 1.095 gebauten Exemplaren flogen 2021 noch ca. 60. Aus dem Passagier-Liniendienst verschwanden die meisten 737-200 im Jahr 2008 mit der Betriebseinstellung der Aloha Airlines, doch einige wenige Exemplare wurden noch bis 2020 für den Passagierdienst eingesetzt.
Diese 737-275C Advanced Combi wurde ursprünglich für Pacific Western Airlines gebaut. Sie absolvierte ihren Jungfernflug am 23. Juli 1975, wurde am 10. Oktober 1975 ausgeliefert und war ursprünglich in Kanada als C-GDPW registriert. Das Flugzeug wurde schließlich aus dem Passagierbetrieb genommen und später zu einem Vollfrachter umgebaut. Im Jahr 1999 wurde die umgebaute Maschine als 9M-PML in Malaysia auf Transmile registriert, bis sie 2014 von Transair in den USA als N810TA registriert wurde. Sie war eine von fünf Boeing 737 der Flotte von Rhoades Aviation.

### Triebwerke

Ein JT8D-Triebwerk auf dem Meeresboden, eine Woche nach dem Unfall

Die 737 der ersten Generation wurden von zwei Pratt & Whitney JT8D-9A angetrieben, das ursprünglich in den 1960er Jahren für die Boeing 727 entwickelt wurde. Pratt & Whitney produzierte mehr als 14.000 dieser Triebwerke, bevor die reguläre Produktion 1985 eingestellt wurde. 2021 waren noch etwa 2.000 im Einsatz.
Die Datenbank der FAA für Service-Schwierigkeitsberichte zeigt, dass das betroffene Flugzeug, N810TA, in den letzten Jahren zweimal einen Ausfall des Triebwerks Nr. 1 (links) beim Start hatte, allerdings jedes Mal mit einem anderen Triebwerk. Bei einem Ausfall im Jahr 2018 hatte das Triebwerk 23.657 Gesamtstunden und 35.753 Flugzyklen angesammelt, während das Triebwerk bei einem Ausfall im Jahr 2019 71.706 Gesamtstunden und 67.194 Flugzyklen hatte.

## Untersuchung

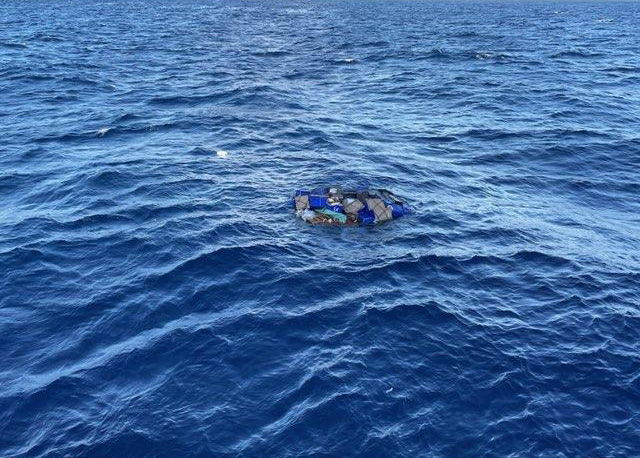
Ladung im Trümmerfeld

Am Unfallfolgetag sammelte die USCGC Joseph Gerczak eine kleine Menge Treibgut aus dem Trümmerfeld ein, um die Untersuchung zu unterstützen. Das NTSB untersuchte die geborgenen Gegenstände, bei denen es sich überwiegend um Stückgut handelte.
In einer ersten Stellungnahme erklärte die Federal Aviation Administration (FAA): „Die Piloten hatten Triebwerksprobleme gemeldet und wollten nach Honolulu zurückkehren, als sie gezwungen waren, das Flugzeug im Wasser zu landen... Die FAA und das National Transportation Safety Board werden den Vorfall untersuchen.“ Die FAA wollte sich zu ihrer laufenden Untersuchung nicht äußern, aber ein Enthüllungsjournalist von KHON-TV fand mehr als ein Dutzend FAA-Vollstreckungsmaßnahmen gegen Rhoades Aviation, mit Geldstrafen von insgesamt über 200.000 Dollar über die letzten 25 Jahre. Das Unternehmen lehnte eine Stellungnahme ab, da es an der laufenden NTSB-Untersuchung beteiligt sei. Ein ehemaliger FAA-Mitarbeiter veröffentlichte jedoch einen kritischen Kommentar zu der Berichterstattung und warnte davor, voreilige Schlüsse aus möglicherweise nicht zusammenhängenden früheren Maßnahmen zu ziehen.
Transair verhängte freiwillig nach dem Unfall ein einwöchiges Flugverbot für seine Boeing-737-Flotte. Am 15. Juli verlor Rhoades Aviation die Betriebsgenehmigung für ihre Boeing 737, nachdem sie versäumt hatten, eine Überprüfung einer Mängelliste vom 13. Juni zu beantragen, die im Rahmen einer 2020 eingeleiteten FAA-Untersuchung festgestellt worden war. Damit wurde die 737-200-Flotte von Rhoades Aviation, zu der zu diesem Zeitpunkt nur noch ein einziges betriebsbereites Flugzeug gehörte, praktisch stillgelegt. Die FAA erklärte, das Flugverbot sei keine direkte Folge der Notwasserung.
Transair hatte einen Luftpostvertrag mit dem United States Postal Service, aber auf diesem Flug war keine Post an Bord.
The National Transportation Safety Board (NTSB) schickte ein recht großes Team nach Oahu. Zwei Unfalluntersucher trafen bereits am Unfalltag in Hawaii ein und begannen mit der Koordination vor Ort, während der Rest am nächsten Tag eintraf. Die zehn Mitglieder des Teams waren auf unterschiedlichen Gebieten spezialisiert, unter anderem „air traffic control“, „systems“, „maintenance records“, „human performance“, „operations“, „powerplants“, und „wreckage recovery“.
Die NTSB kündigte an, dass die Hersteller des Flugzeugs und der Triebwerke, Boeing und Pratt & Whitney, an der Untersuchung beteiligt werden würden.
Die NTSB traf sich am folgenden Tag mit allen Mitgliedern der Untersuchungskommission. Sie entschied sich, das Wrack des Flugzeuges mittels Seitensichtsonar zu lokalisieren und den Zustand zu überprüfen, bevor versucht werden würde, die Flugdatenschreiber zu bergen. Das Wrack wurde in der darauffolgenden Woche in einer Tiefe von 110 bis 130 Metern gefunden, eine Tiefe, die als zu gefährlich für Taucher gewertet wurde.
Kraftstoffproben von anderen Flugzeugen ergaben keine Anomalien. Am Ende der zweiten Woche nach dem Unfall hatte das „Go-Team“ der NTSB sämtliche Beweise gesichert, die vergänglich waren, sowie Zeugenaussagen von mehr als einem Dutzend Personen. Die Datenschreiber verblieben jedoch beim Wrack am Meeresboden.
Fotos eines ferngesteuerten Unterwasserfahrzeugs vom Typ SEAMOR Marine Chinook zeigten, dass der Rumpf vor der Tragfläche zerbrach, dabei wurde die Frontsektion von der Mittelsektion abgetrennt. Beide Tragflächen waren noch mit dem Rumpf verbunden.
Am 25. Mai 2022 gab die FAA unter Berufung auf zahlreiche bei ihrer Untersuchung festgestellte Sicherheitsverstöße bekannt, dass sie das Luftverkehrsbetreiberzeugnis der Fluggesellschaft widerrufen würde. Zu den festgestellten Verstößen gehörten 33 Flüge, die mit nicht lufttüchtigen Triebwerken durchgeführt wurden. Rhoades wurde eine Frist bis zum 8. Juni eingeräumt, um gegen die Entscheidung der Behörde Berufung einzulegen.
Am 20. Dezember 2022 veröffentlichte die NTSB ihren Untersuchungsbericht zu dem Unfall.

### Bergung der Maschine
Das NTSB koordinierte sich mit der Versicherungsgesellschaft der Transair, um mit den Bergungsarbeiten unter Wasser zu beginnen. Ein Forschungsschiff, die RV Bold Horizon, setzte ein ferngesteuertes Unterwasserfahrzeug (ROV) ein, um die Triebwerke anzuheben und die einzelnen Rumpfsektionen aufzurichten, damit sie von der, mit einem Kran ausgestatteten, Salta Verde an die Oberfläche gehoben werden konnten. Die Bergung war insofern etwas ungewöhnlich, als das Flugzeug nicht in kleine Teile zerbrochen ist. Am 2. November wurden beide Flugschreiber, der Rumpf sowie die Triebwerke geborgen.

### Abschließende Untersuchung
Das NTSB veröffentlichte seinen Abschlussbericht über den Unfall am 15. Juni 2023. Die Untersuchung ergab, dass der Cockpit-Voice-Recorder während des Starts einen dumpfen Schlag und anschließende Vibrationen aufzeichnete. Das Triebwerksversagen wurde auf Oxidation und Korrosion zweier Hochdruckturbinenschaufeln zurückgeführt, die bei diesem Start brachen. Die Bruchstücke der Turbinenschaufeln beschädigten die Niederdruckturbine, was zu einem Schubverlust führte. Die Piloten erkannten korrekt einen Schubverlust des Triebwerks Nr. 2 (rechts) zum Zeitpunkt des Starts.
Der Erste Offizier reduzierte den Schub beider Triebwerke, nachdem sie auf 2.000 Fuß gestiegen waren. Der Kapitän war damit beschäftigt, den Notfall an die Flugaufsicht zu übermitteln, womit er sich nicht um den eigentlichen Notfall kümmerte. Der Erste Offizier identifizierte nun das linke Triebwerk als das schadhafte. Der Kapitän versäumte es, dies zu verifizieren, da er davon ausging, dass der Erste Offizier eine bessere Gesamtübersicht über die Situation hatte.
Dadurch, dass er den Notruf absetzte, begann der Kapitän erst verspätet nach der „Engine Failure“-Checkliste zu fragen. Hätten die Piloten mit der Abarbeitung dieser Checkliste früher begonnen, hätte dies dazu führen können, dass der Copilot das richtige Triebwerk als das schadhafte identifiziert hätte. Der Erste Offizier konnte die Checkliste nicht zu Ende führen und der Kapitän stellte nicht sicher, das sie zu Ende geführt wurde. Dies deutet auf ein ineffizientes Ressourcenmanagement der Besatzung hin. Die Besatzung betrieb weiterhin das beschädigte rechte Triebwerk und ließ das linke, unbeschädigte Triebwerk fast im Leerlauf laufen, was dazu führte, dass das Flugzeug nicht mehr zu retten war.